# Станиславице
Станиславице (пол. Stanisławice) — остановочный пункт в селе Станиславице в гмине Бохня, в Малопольском воеводстве Польши. Имеет 2 платформы и 2 пути.
Остановочный пункт на ведущей к польско-украинской границе железнодорожной линии Краков-Главный — Медыка.